# Jeff Sarwer
Jeff Sarwer (* 14. května 1978 Kingston, Ontario, Kanada) je kanadský a finský šachista, mistr světa v kategorii U10 z roku 1986.

## Mládí
Šachy se naučil hrát ve 4 letech, a to od své dva roky starší sestry Julie. Již ve věku 6 let byl členem Manhattan Chees Club (v té době nejprestižnější šachový klub). Vedoucí klubu Bruce Pandolfini jim zajistil doživotní členství v klubu.
Již od 7 let hrál na Parlament Hillu v Ottawě se 40 soupeři simultánní partie, vždy při příležitostí Dne Kanady. Hrál také rapid šach ve Washingtově Parku v New Yorku.
V roce 1986 vyhrál mistrovství světa mládeže v kategorii U10. Allen Kaufman prohlásil: „Devítiletý Jeff je silnější než Bobby Fisher v 11 letech”. Bruce Pandolfini řekl: „Mezi mnoha tisíci dětí, které jsem učil, je Jeff určitě nejvýjimečnějším mladým hráčem jakého jsem kdy viděl”.
Na pozvání Edmara Mednise analyzoval na americké televizní stanici PBS utkání mezi Garrim Kasparowem a Anatolij Karpovem, a to jak v roce 1986, tak i v odvetném zápase o rok později. Tehdy vzrostla jeho popularita.
Některé časopisy, například Sports Illustrated napsaly o rodině Jeffa Sarwera články, kde redaktoři kritizovali jeho rodinný život a pochybovali nad kvalitou péče jeho otce. Ten mu později nedovolil pokračovat v šachové kariéře. Odstěhoval se s svou rodinou z New Yorku a dostal se to problému se sdružením The Children's Aid Society v Ontariu. Časopis Vanity Fair napsal článek o násilí, které páchal otec na Jeffovi a Julii Sarwerových. Z toho důvodu byli Jeff a Julie přidělení do pěstounské péče, nicméně po krátké době ale utekli k otci a od té doby se ukrývali. Stěhovaní z místa na místo po různých státech jim zajistilo bezpečí a brzo si na kočovný život zvykli.

## Searching for Bobby Fisher
V roce 1993 byl natočen film Searching for Bobby Fisher, kde se Jeff Sarver objevil jako Jonathan Poe.
V poslední scéně mu byla nabídnuta remíza, tu odmítl a partii prohrál. Jednalo se o zfilmování finále utkání mezí Jeffem Sarwerem (7 let) a Joshuou Waitzkinem (9 let) sehraného v roce 1986 na turnaji US Primary Championship, kde však s remízou souhlasil a 1. místo si oba hráči rozdělili mezi sebe.

### Sarwer–Waitzkin, US Primary Championship (1986)
1. d4 Jf6 2. c4 g6 3. Jc3 Sg7 4. e4 d6 5. f4 0-0 6. Jf3 JSd7 7. e5 Je8 8. Sd3 c5 9. dxc5 Jxc5 10. Sc2 a5 11. 0-0 S6 12. Se3 SS7 13. Dd4 dxe5 14. Jxe5 Dxd4 15. Sxd4 Vd8 16. Sxc5 Sxc5 17. Ja4 Sxe5 18. fxe5 Vd2 19. Vf2 Vxf2 20. Kxf2 f6 21. e6 Jd6 22. Jxc5 Vc8 23. JxS7 JxS7 24. S3 Jc5 25. Ve1 Vc6 26. Se4 Va6 27. Sc2 Vxe6 28. Vxe6 Jxe6 29. Ke3 Kf8 30. Ke4 Ke8 31. g3 Kd7 32. Kd5 f5 33. a3 h6 34. S4 axS4 35. axS4 Jc7+ 36. Kc5 e5 37. Sa4+ Kc8 38. Sc6 e4 39. S5 e3 40. Sf3 Je6+ 41. Kd5 Jg5 42. Se2 Kc7 43. Ke5 Je4 44. Kd4 Kd6 45. Kxe3 Kc5 46. g4 Jd6 47. Kf4 g5+ 48. Ke5 fxg4 49. Kf6 g3 50. hxg3 Je4+ 51. Kg6 Jxg3 52. Sd3 Jh1 53. Kxh6 g4 54. Kg5 g3 55. Se4 Jf2 56. Sd5 Jd1 57. Kf4 Jc3 58. Sc6 Je2+ 59. Kf3 Jd4+ 60. Kxg3 Jxc6 61. Sxc6 Kxc6 62. Kf3 Kc5 63. Ke3 Kxc4 ½–½ 

## Návrat do šachového světa
V roce 2007 se vrátil k šachu, když skončil 3. na mezinárodním turnaji v rapid šachu v Malborku. Tehdy získal 7 bodů z 9; celkem se turnaje zúčastnilo 86 hráčů. Kvůli tomu, že dlouho nehrál a neměl tak žádné Elo, mu bylo dáno provizorní Elo 2250.

## Poker
Startoval v Europen Poker Tour (EPT), kde pětkrát vyhrál peněžní cenu. Jeho největším úspěchem bylo 3. místo v EPT ve Vilamouře v regionu Algarve v Portugalsku, kde v listopadu 2009 vyhrál 156 170 eur.